# Пирогов (село)
Пирогов (укр. Пирогів) — село на Украине, находится в Тывровском районе Винницкой области.
Код КОАТУУ — 0524585303. Население по переписи 2001 года составляет 266 человек. Почтовый индекс — 23352. Телефонный код — 4355.
Занимает площадь 2,01 км².

## Адрес местного совета
23352, Винницкая область, Тывровский р-н, с. Рахны-Полевые, ул. Коцюбинського, 1